# رؤیای سیب
رؤیای سیب نام یک مجموعه تلویزیونی است که از شبکه استانی افلاک و شبکه شما سیمای جمهوری اسلامی ایران پخش می‌شد.

## داستان
داستان این سریال دربارهٔ سیب فروش فقیری ست که صاحب ثروت عظیمی می‌شود.

## شخصیت‌ها
- «طیاربگ» ،(طیار سیب کرمو فروش)، با بازی سید نوری موسوی.
- «بوه پیر» ،(پاپا)، با بازی سید نوری موسوی.
- «کیانوش»، پسر خاله طیار، با بازی افشین چگنی.
- «پدر بزرگ» با بازی کاظم افرندنیا.
- «الهه خانم» ،(الهه ونوس) با بازی پرستو صالحی.